# القوات المسلحة الكرواتية
القوات المسلحة الكرواتية وتسمى رسمياً العسكرية الكرواتية (الكرواتية: Oružane snage Republike Hrvatske - OSRH) وتتكون من ثلاثة فروع:
- الجيش الكرواتي (هرفاتسكا kopnena vojska)
- البحرية الكرواتية (هرفاتسكا راتنا mornarica)
- القوات الجوية الكرواتية (Hrvatsko ratno zrakoplovstvo أنا protuzračna obrana)

## القوة
إجمالي عدد الأفراد العسكريين نشط في القوات المسلحة الكرواتية يبلغ 17,500 و 6,000 احتياطيات العمل في فروع الخدمات المختلفة للقوات المسلحة.
- 2,000 أفراد البحرية
- سلاح الجو 2,000 الموظفين
- الجيش 12,500 الموظفين
- الكرواتية الأركان العامة والوحدات تحت القيادة المباشرة موظفيها 1000

إجمالي القوى العاملة المتاحة الذكور الذين تتراوح أعمارهم بين 16-49 رقم 1035712، منها 771323 لائقا من الناحية الفنية للخدمة العسكرية. المواطنين الذكور هم الآن لم يعد خاضعا للخدمة العسكرية الإجبارية منذ 1 يناير 2008. ومع ذلك، فقد برأ الجيل الأخير من عام 2007 جنود من الخدمة الإلزامية أيضا بوثيقة من ثم وزير الدفاع بيريسلاف.

## الميزانية
تم الإبقاء على الميزانية العسكرية الكرواتية للسنوات الماضية 6-7 أقل من 2٪ من الناتج المحلي الإجمالي، فرق شاسع من عام 1990 عندما مثلت نفقات الدفاع على حصة كبيرة في الإنفاق الميزانية الكرواتي بسبب حرب الاستقلال الكرواتية. على سبيل المثال، بلغت الميزانية لعام 1995 في الدفاع الكرواتية الكرواتي كونا 12.4 مليار أو ما يزيد قليلا على 12٪ من الناتج المحلي الإجمالي، والذي كان أيضا أعلى نفقات الدفاع من أي وقت مضى.
نفقات الدفاع في السنوات الأخيرة (على سبيل المثال سنوات - مصدر الكرواتية MOD).
عام 2000: 4.768 مليار HRK - 3.13٪ من الناتج المحلي الإجمالي [4]
2001 4.909 مليار HRK - 3.01٪ من الناتج المحلي الإجمالي [4]
2002: 4.659 مليار HRK - 2.64٪ من الناتج المحلي الإجمالي [4]
2003: 4.814 مليار HRK - 2.54٪ من الناتج المحلي الإجمالي [4]
2004 4.102 مليار HRK - 2.00٪ من الناتج المحلي الإجمالي [4]
لعام 2005: 4.106 مليار HRK - 1.87٪ من الناتج المحلي الإجمالي [4]
لعام 2006: 4.200 مليار HRK - 1.67٪ من الناتج المحلي الإجمالي
2007 4.630 مليار HRK - 1.69٪ من الناتج المحلي الإجمالي
2008 م: 5.350 مليار HRK - 1.79٪ من الناتج المحلي الإجمالي
2009 5.111 مليار HRK - 1.52٪ من الناتج المحلي الإجمالي
عام 2010: 4.811 مليار HRK - 1.45٪ من الناتج المحلي الإجمالي
2011: 5.119 مليار HRK - 1.47٪ من الناتج المحلي الإجمالي [5]
2012: 4.828 مليار HRK - 1.45٪ من الناتج المحلي الإجمالي
عام 2013: 4.85 مليار HRK - 1.41٪ من الناتج المحلي الإجمالي [6]
2014: 4.55 مليار HRK - 1.25٪ من الناتج المحلي الإجمالي (المتوقع) [6]
عام 2015: 4.75 مليار HRK - 1.21٪ من الناتج المحلي الإجمالي (المتوقع) [6]
واجهت القوات المسلحة الكرواتية العديد من القضايا مع الحفاظ على مستوى الاستعداد بسبب نقص التمويل والتدريب وتحديث المخطط كانت باهتة ومتقطعة في أحسن الأحوال والمعدات التي هي في الخدمة حاليا وتواجه نقص كبير في مستوى الجاهزية والاستعداد بسبب نقص الصيانة والتي هي المرتبطة بنقص الأموال.
حيث أن الميزانية من سنة إلى أخرى في تناقص بعد التكاليف الإجمالية، وقد ترتفع مع التضخم ودفع الزيادات، و في هذا الصدد فقد كانت القوات المسلحة الكرواتية قادرة على الحفاظ على مستوى معين من الاستعداد العسكري والمشاركة في عمليات حلف شمال الأطلسي الرئيسية في كرواتيا والخارج.
التحديث، على الرغم متفرقة القوات المسلحة قدمت في أحسن الأحوال مع المعدات الجديدة حاجة ماسة، وإن كان بكميات كافية للحفاظ على مستويات حلف شمال الأطلسي، وهو ما يجب تداركه في السنوات المقبلة. خطة التحديث المدى الطويل، 2013-2023 هي لم تنشر، ولكن وفقا للحكومة القوات المسلحة الكرواتية يتم تعيين لاستقبال المعدات الجديدة اللازمة حيوية، بما في ذلك كتيبة من PzH2000 155MM مدافع الهاوتزر ذاتية الدفع، عربات القتال للمشاة جديدة، على الأقل 8 جعل العلامة التجارية الجديدة للناتو وطائرات هليكوبتر سرب من الطائرات تأخر الكثير من المقاتلين. حاليا الكرواتية سلاح الجو هو الحفاظ على 12 مقاتلة ميغ 21Bis أن تلقى إصلاح العام في أوكرانيا التي يجب رؤيتها تحلق لمدة 4 في أحسن الأحوال 5 سنوات أخرى.
وقد سمح تقليص حجم القوات المسلحة لمزيد من الأموال التي ستخصص للتحديث خلال السنوات القليلة الماضية بمتوسط قدره 1.6 مليار كونا تنفق على التحديث والبنية التحتية وبناء مرافق جديدة. [7] [8]

## بيتار الأكاديمية العسكرية
تعمل الأكاديمية العسكرية بيتار Zrinski كمدرسة للتعليم العالي المسؤولة عن تدريب وتثقيف الأجيال القادمة من الشخصية العسكرية. تتكون الأكاديمية من عدة مدارس، بما في ذلك «بان جوزيب جيلاسيك». "Blago Zadro". «كاتارينا Zrinski». ضباط الأكاديمية، ومدرسة للضباط الصف. في كل أكاديمية في أي وقت لديها 300 موظف بدوام كامل وغير الأكاديمية العسكرية الوحيدة في كرواتيا. سنويا 100-120 بعض الرعايا الأجانب حضور الأكاديمية.

## القائد
القائد العام للقوات المسلحة من جميع القوات المسلحة الكرواتية في السلم والحرب هو رئيس الجمهورية. القائد العام للقوات المسلحة ينص على تنظيم القوات المسلحة الكرواتية بناء على اقتراح من رئيس هيئة الأركان العامة، مع موافقة وزير الدفاع.
الرئيس ايفو يوسيبوفيتش هو قائد الجيش الكرواتي تتكون القوات المسلحة في زمن السلم وزمن الحرب عنصر. يتكون العنصر وقت السلم من ضباط نشط العسكري والموظفين والعاملين المدنيين في القوات المسلحة الكرواتية، طلاب، والمجندين يخدم خدمة وطنية لمدة 6 أشهر والاحتياط عندما على تدريبات عسكرية. بالإضافة إلى ذلك يتكون عنصر زمن الحرب للقوات المسلحة من كل الاحتياطات أخرى.
هيئة الأركان العامة هو جزء من وزارة الدفاع المسؤول عن قيادة والتدريب واستخدام القوات المسلحة. كما أن لديها عدد من الوحدات تحت قيادتها المباشرة، بما في ذلك كتيبة العمليات الخاصة، الشرف كتيبة الحرس والعديد غيرها.
في السلام، والقائد العام للقوات المسلحة يمارس قيادته من خلال وزير الدفاع. في الحرب وفي الحالات التي يكون فيها وزير الدفاع لا تفي أوامر، يمارس القائد العام للقوات المسلحة أوامره مباشرة من خلال قائد الأركان العامة.
يمارس البرلمان الكرواتي الرقابة الديمقراطية على القوات المسلحة من خلال اعتماد إستراتيجية الدفاع وميزانية الدفاع والقوانين الدفاع.